# Liste der Kulturdenkmale in Plaue
Die Liste der Kulturdenkmale in Plaue enthält die Kulturdenkmale auf dem Gebiet der Stadt Plaue im thüringischen Ilm-Kreis und ihrer Ortsteile (Stand: September 2020). Die folgenden Angaben ersetzen nicht die rechtsverbindliche Auskunft der Denkmalschutzbehörde.

## Legende
- Bild: zeigt ein Bild des Kulturdenkmals und gegebenenfalls einen Link zu weiteren Fotos des Kulturdenkmals im Medienarchiv Wikimedia Commons
- Bezeichnung: Name, Bezeichnung oder die Art des Kulturdenkmals
- Lage: Wenn vorhanden Straßenname und Hausnummer des Kulturdenkmals; Grundsortierung der Liste erfolgt nach dieser Adresse. Der Link Karte führt zu verschiedenen Kartendarstellungen und nennt die Koordinaten des Kulturdenkmals.
 Kartenansicht, um Koordinaten zu setzen – in dieser Kartenansicht sind Kulturdenkmale ohne Koordinaten mit einem roten bzw. orangen Marker dargestellt und können in der Karte gesetzt werden. Kulturdenkmale ohne Bild sind mit einem blauen bzw. roten Marker gekennzeichnet, Kulturdenkmale mit Bild mit einem grünen bzw. orangen Marker.
- Datierung: gibt das Jahr der Fertigstellung beziehungsweise das Datum der Erstnennung oder den Zeitraum der Errichtung an
- Beschreibung: bauliche und geschichtliche Einzelheiten des Kulturdenkmals, vorzugsweise die Denkmaleigenschaften
- ID: Die ID identifiziert das Kulturdenkmal eindeutig. In Thüringen sind aktuell keine IDs veröffentlicht. In der ID-Spalte kann sich auch folgendes Icon  befinden, dies führt zu Angaben zu diesem Kulturdenkmal bei Wikidata.

| Bild                                    | Bezeichnung                                | Lage                                                                                  | Datierung | Beschreibung | ID |
| --------------------------------------- | ------------------------------------------ | ------------------------------------------------------------------------------------- | --------- | ------------ | -- |
| weitere Bilder Fotos hochladen          | Kirche                                     | Kleinbreitenbach (Karte)                                                              |           |              |    |
| weitere Bilder Fotos hochladen          | Kirche                                     | Neusiß (Karte)                                                                        |           |              |    |
| Fotos hochladen                         | Brunnen                                    | Neusiß, Dorfstraße                                                                    |           |              |    |
| Fotos hochladen                         | Wohnhaus                                   | Neusiß, Dorfstraße 47 (Karte)                                                         |           |              |    |
| weitere Bilder Fotos hochladen          | Wohnhaus                                   | Neusiß, Dorfstraße 48 (Karte)                                                         |           |              |    |
| weitere Bilder Fotos hochladen          | Wohnhaus                                   | Neusiß, Dorfstraße 49 (Karte)                                                         |           |              |    |
| weitere Bilder Fotos hochladen          | Wohnhaus                                   | Plaue, Am Spring 4 (Karte)                                                            |           |              |    |
| Fotos hochladen                         | Gemeinschaftsgrab für sechs KZ-Häftlinge   | Plaue, Friedhof                                                                       |           |              |    |
| weitere Bilder Fotos hochladen          | Ehrenburg mit Teehäuschen                  | Plaue (Karte)                                                                         |           | Bodendenkmal |    |
| weitere Bilder Fotos hochladen          | Kirche                                     | Plaue (Karte)                                                                         |           |              |    |
| weitere Bilder Fotos hochladen          | Bahnhof                                    | Plaue, Bahnhofstraße 1 (Karte)                                                        |           | gestrichen   |    |
| weitere Bilder Fotos hochladen          | Wohnhaus                                   | Plaue, Bahnhofstraße 4 (Karte)                                                        |           |              |    |
| weitere Bilder Fotos hochladen          | Wohnhaus                                   | Plaue, Bahnhofstraße 6 (Karte)                                                        |           |              |    |
| Fotos hochladen                         | Denkmal (sog. Todesmarschstele)            | Plaue, Bahnhofstraße (Karte)                                                          |           |              |    |
| BW                                      | Wohnhaus (sog. Kammerherrenhaus)           | Plaue, Burgweg 6+7 (Karte)                                                            |           |              |    |
| weitere Bilder Fotos hochladen          | Rathaus                                    | Plaue, Hauptstraße 38 (Karte)                                                         |           |              |    |
| weitere Bilder Fotos hochladen          | ehemalige Felsenkeller-Brauerei            | Plaue, Hauptstraße 6 (Karte)                                                          |           |              |    |
| Direkt Bild zu diesem Denkmal hochladen | Brücke                                     | Plaue, Mühldamm/Mühlgasse                                                             |           |              |    |
| Fotos hochladen                         | Mühlengebäude                              | Plaue, Mühlgasse 5 (Karte)                                                            |           |              |    |
| BW                                      | Wohnhaus und Nebengebäude                  | Plaue, Mühlgasse 8 (Karte)                                                            |           |              |    |
| weitere Bilder Fotos hochladen          | Sigismund-Kapelle                          | Plaue, Kirchgasse 13 (Karte)                                                          |           |              |    |
| Direkt Bild zu diesem Denkmal hochladen | Wohnhaus                                   | Plaue, Kirchgasse 4                                                                   |           |              |    |
| Fotos hochladen                         | Wohnhaus                                   | Plaue, Postplatz 8 (Karte)                                                            |           |              |    |
| BW                                      | Alte Schule                                | Plaue, Postplatz 4 (Karte)                                                            |           |              |    |
| BW                                      | Kindergarten                               | Plaue, Schützenstraße 10 (Karte)                                                      |           |              |    |
| weitere Bilder Fotos hochladen          | Friedhof der ehemaligen Jüdischen Gemeinde | Plaue, Burgweg (Karte)                                                                |           |              |    |
| Direkt Bild zu diesem Denkmal hochladen | Stadtmauer (Fragmente)                     | Plaue                                                                                 |           |              |    |
| Fotos hochladen                         | Steinkreuz                                 | Plaue, ca. 1 km südöstlich des Ortes, 12 m nördlich vom Weg zum Strubbelsberg (Karte) |           | Bodendenkmal |    |
| weitere Bilder Fotos hochladen          | Kirche                                     | Rippersroda (Karte)                                                                   |           |              |    |
| Fotos hochladen                         | Gehöft                                     | Rippersroda, Dorfstraße 28 (Karte)                                                    |           |              |    |
| Fotos hochladen                         | ehemaliger Taufstein                       | Rippersroda, Dorfstraße (Karte)                                                       |           |              |    |